# Pécsi Gábor
Pécsi Gábor (Budapest, 1946. augusztus 28. –) öttusázó, edző, mesteredző, szakkönyvíró, nemzetközi versenybíró. A Magyar Öttusa Szövetség főtitkára és technikai igazgatója (1996. december 21. – 2009. február 11.).
Édesapja Pécsi István, édesanyja Molnár Magdolna hosszútávúszó bajnok.
Mizsér Attila olimpiai bajnok öttusázó nevelőedzője. Pályafutásának kiteljesedése az 1999-es budapesti világbajnokság, mely esemény megrendezésében és eredményességében jelentős szerepe volt. Az 1999-es vébé magyar szempontból az eddigi legeredményesebb öttusa világbajnokság. 
Tanulmányait a Kandó Kálmán Műszaki Főiskolán (1968-72) és a Testnevelési Főiskolán (1978-82) végezte.
1961-1966 között a Csepel SC öttusázója, vívója. 1964-1970 között a Csepel Vas- és Fémművekben dolgozott.
1971-1996 között az Újpesti Dózsa (később ÚTE) öttusaedzője, majd technikai vezető ( 1980-1988), vezető edző (1991-1996). 1989-tól mesteredző, nemzetközi versenybíró.
1991-1994 között a junior válogatott edzője, 1992-ben a felnőtt válogatott vezető edzője.
1999. augusztus 20-án a Magyar Köztársaság elnöke a Magyar Köztársasági Érdemrend kiskeresztje kitüntetést adományozta Pécsi Gábornak, a Magyar Öttusa Szövetség technikai igazgatójának a magyar sport hírnevének öregbítéséért, a Budapesten megrendezett öttusa-világbajnokság előkészítésében és példamutató lebonyolításában, a versenyzők felkészítésében végzett kiemelkedő munkájáért.
2000-től a Nemzetközi Öttusa Szövetség technikai bizottság tagja.
1996-2009 között a Magyar Öttusa Szövetség technikai igazgatója.
2009. február 20-án Magyar Köztársasági Érdemrend tisztikeresztje kitüntetést kapott a 2008. évi MVM öttusa-világbajnokság szervezőbizottságának elnökeként végzett kiemelkedő tevékenysége elismeréseként.
Baumgartner Zsolt autóversenyző fizikai felkészítő edzője volt.
2017-ben a Magyar Olimpiai Bizottság Fair Play Bizottsága trófeával tüntette ki. Indoklás: „Az öttusasport kiemelkedő egyénisége. Az öttusa sportágról való tudása felbecsülhetetlen értékű a jövő sportnemzedékei számára. Egész életét a tisztesség, a becsületesség és a sportág iránti elkötelezettség jellemezte.”
Főbb műve: Az öttusa története (1999, társszerző).